# 鎌田宏
鎌田 宏（かまた ひろし、1941年（昭和16年）4月11日 - ）は、日本の銀行家。七十七銀行頭取を務めた。

## 来歴・人物
七十七銀行専務取締役を歴任した鎌田英一の長男として、宮城県仙台市に生まれる。
慶應義塾大学法学部卒業後、七十七銀入行。1993年（平成5年）に取締役昇格。親子2代にわたって役員として、同行の経営に携わることとなった。
2005年（平成17年）頭取、10年会長、18年相談役。
2010年（平成22年）10月、仙台商工会議所会頭に就任し、22年10月名誉会頭となる。
2011年（平成23年）6月には、東北楽天ゴールデンイーグルス監督である星野仙一の仙台後援会「楽仙会」の会長に就任した。

## 略歴
- 1965年（昭和40年） - 慶應義塾大学法学部卒業後、七十七銀行入行。
  - 以降、将監、新宿、県庁各支店長。経理、企画部長等を歴任する。
- 1993年（平成5年） - 取締役企画部長委嘱。
- 1995年（平成7年） - 取締役本店営業部長委嘱。
- 1997年（平成9年） - 常務取締役。
- 2001年（平成13年） - 専務取締役。
- 2002年（平成14年） - 代表取締役副頭取。
- 2005年（平成17年） - 代表取締役頭取。
- 2009年（平成21年） - 宮城県公安委員会委員。
- 2010年（平成22年） - 代表取締役会長、仙台商工会議所会頭。
- 2018年（平成30年） - 相談役。